# Hódítások könyve
A Hódítások könyve a kelták történetének egyik legtöbbet emlegetett írott forrása, az Ír-sziget benépesítésének története, amely a 8. században látott napvilágot egy Nennius nevű szerző tollából. Ebből az írásból a 11. század végére már csak egy szövegtöredék létezett, amit a keresztény szerzetesek a történetíró szövegeivel kiegészítve a 12. században Lébor Gabala Eirean néven, a fennmaradt írásokkal, és természetesen hitük tanításának kombinálásával jegyeztek le.

## A hat honfoglalás: A Lébor Gabala teremtéstörténete
A szöveg azzal kezdődik, hogy Isten megteremti a világot. Ádám és Éva, az első emberpár gyermekeit egészen Noé-ig vezeti. Itt válik el a történet a bibliaitól: Noé fia Bith, az ő lánya Cessair. Az első népet róla nevezték el cessairoknak.

### Cessair népe
Róluk nem sok adat található, a történet szerint nem bárkákon érkeztek. Ők voltak az első honfoglalók, akik a későbbi Munster tartomány partjainál léptek az ekkor még kopár szigetre, aminek csak néhány folyója, egy tava és egy lakhatásra alkalmas mezeje volt. Noé fia, Bith is túlélte a vízözönt. Az ő lánya Cessair, akiről később a népet elnevezték. Férje Fintainn (Fintan) az Óceán (Bóthair) fia volt.
Cessair kisebb bárkákat épített, amelyben helyet kapott Bith és 17 felesége, Ladra – a kormányos – és 17 felesége és Fintainn szintén ugyanennyi asszonyával. A föld, ahova a vízözön elől menekültek, tiszta volt és bűntelen, ezért hitük szerint ellent kellett állnia a vízözönnek.
A baj akkor történt, mikor Bith féltékenységében megölte a kormányost. Ekkor ő és Fintainn 25-26 arányban elosztották egymás közt a feleségeket, de a veszekedés ezután is tovább folytatódott. Fintainn ezt megelégelte, és elment, mire felesége belehalt bánatába. Lassan követték őt a többiek is, és a vízözön előtt 40 nappal nem élt köztük senki a szigeten.
Az óceán fia varázserejének köszönhetően élte túl a vízözönt, mert lazaccá változott, és elúszott a habokban. Egy barlangban éldegélve végignézte a katasztrófát, és figyelemmel kísérte az utánuk következő népek sorsát is. Lazacból sassá, kossá, majd emberré vált. A történet szerint Szent Patrik megérkezését is megélte, és elmesélte a szerzetes írnokának a népek történetét.

### A Partholónok népe
A második nép, akiket Partholónoknak neveztek el vezetőjükről Partholónról, minden mesterség atyjáról. Görögország felől érkeztek a szigetre, miután vezetőjük megölte szüleit, mert meg akarta szerezni tőlük a királyságot. Vele tartottak feleségei, és fiai is. Partholón nem volt tökéletes vezér. Bal szemét egy csatában vesztette el, amit ha rávetített az országára, népére és családjára, megmutatta azok gyengeségeit. Népe hét évig vándorolt, mire megérkeztek a szigetre. Magukkal hozták a földre az első javakat, gulyákat, csordákat, és mesterségeket is. A szigetre érve elfoglalták az egyetlen lakható mezőt, majd újabb négy tisztást, tavakat és síkságokat alkottak a földön. Hét mesterember jött velük. Ezek a földművesek és favágók teremtették meg először az élet lehetőségeit. Halásztak és vadásztak, ők főztek először húst, és sört is csináltak, ami a kelták szerint életet ad. Négy marhát hoztak magukkal, amit tenyészteni kezdtek. Létrehozták az első vendégfogadót, és vendégül látták az ide érkező idegeneket, és azokat, akik átlépték a törzsi határokat.
Partholón bűnösként lépett az Ír szigetre, ami már magában tovább hordozta a további bajokat. Az ő felesége, Daldnat követte el a házasságtörést egy toba nevű szolgával, mikor férje vadászni ment. Mikor ezt Partholón megtudta, felesége azt mondta neki, hogy az a bűnös, aki nem őrzi eléggé a tulajdonát. A nép is a nőnek adott igazat, Partholón ezért törvényt hozott a házasságtörés ellen, amiben az is benne volt, hogy a férfiak figyeljenek jobban feleségükre.
A 2. nép létszáma a szigetre érkezés után 300 évvel ötezerre emelkedett. Ők voltak azok, akik megvívták az első harcot a fomoiriakkal, az egyszemű, egykezű, egylábú varázserővel rendelkező óriásokkal. Vezérük, Partholón halála után leszármazottai 520 évig birtokolták az országot. De egy járvány ölte meg őket Beltane napján, két hétfő között. Közülük csak Tuan Mac Cairill (Szarvas) maradt életben, aki lazaccá, szarvassá, bikává, majd sassá változva követte a századokat.

### A Nemedek
A harmadik nép a Nemed (nevük a Nemeton vagyis szent ember, szent hely szóból származik). Sokan voltak, rengeteg hajóval indultak el a Földközi-tenger felől, miután egy nagy torony tetejéből megpillantották Írország földjét, és alkalmasnak találták arra, hogy új hazájuk legyen. Útközben sokan elsodródtak közülük, és csak egy hajó érkezett meg a szigetre, 30 évvel a partholónok után. Ők voltak az elsők, akik neveket adtak a dolgoknak, és ezért megteremtették az életet, vagyis befejezték a teremtést.
A nemedek erdőirtásokat végeztek, erődöket és kőköröket építettek ittlétük alatt. Létrehoztak négy új tavat, és tizenkét mezőt is a meglévők mellé. Felosztották a szigetet északi és déli részre. A felső volt a tökéletes, az alsó pedig az alárendelt fél. A két magasabb rendű osztály, a tanultak, és a harcosok északon éltek. Minden helyen két-két királyi székhelyet hoztak létre.
A népet szerencséjük háromszor segítette meg a fomoiriak ellen. (A kelta hit szerint, amit háromszor elvégeznek, vagy háromszor történik meg egymás után az szerencsés és eltéphetetlen lesz). Ezután a saját igájukba hajtották a fomoiri népet, akik bevehetetlen erődöket építettek nekik. Ez az erőd Emhain Macha mellett volt, ami később az ulsteri királyok törvényülő helyévé vált. Nemed halála után a fomoriak legyőzték a nemed népet, és adóként a termés kétharmadát és a Samhain napján született csecsemőket követelték. A sok vereség és veszteség után a nép fellázadt az elnyomóik ellen. A 30 túlélő egy része észak felé ment, hogy nagy varázserőt nyerjen, a másik délre, Görögország felé menekült, ahonnan később Fir Bolg néven tértek vissza.

### Fir Bolgok
A megmenekült nemediek Görögországban szolgaként, alattvalóként éltek. Nevük, a Fir Bolg jelentése a (bőr)szütyősök vagy zsákosok népe, fir (emberek, törzs) arra utal, hogy új hazájukban meredek sziklákra kellett bőrszütyőkben földet hordaniuk, hogy termékennyé tegyék a görög király területeit. Más magyarázat szerint nevük a Bolg, Beleg szavakból származik, ami eredetileg belga törzsnév lehetett.
A Fir Bolg nép augusztus 1-jén lépett az ír földre. Ők szervezték meg az igazságszolgáltatást, és felosztották a szigetet öt tartományra. Ezek ma az Ulster, Connaught, Leinster, Munster és Meath (Mide) nevet viselik.
Ők vezették be a szakrális királyságot, és a nevükhöz fűződik a rituális királygyilkosság. Hitük szerint, a jó termés, a gazdagság és a boldogság a királytól függött, ha hagyták volna megöregedni és megbetegedni, a nép sorsa is rosszra fordult volna.
Öt vezetővel érkeztek, akik a tartományokat uralták. Királyuk Eochaid Mac Eire igazságos uralkodó volt. A hiedelem szerint egyszer azt álmodta, hogy egy fekete madársereg lepi el mezőit és ő a legnagyobb madár szárnyát levágja. Tanácsadója azt mondta, hogy ismeretlen harcosok jönnek, és Connaught tartomány egyik hegyén telepednek le.

### Danu istennő népe
A Tuatha Dé Danann (tuath törzs, nép) szintén a nemedek leszármazottja volt. A világ északi szigeteiről jöttek, ahol a fekete lábúak népétől (valószínűleg itt a szöveg a vikingekre gondol) elsajátították a mágikus tudományokat. Az égből érkeztek, hogy meghódítsák a Zöld szigetet. Connaught tartományban kötöttek ki egy 600 méter magas hegyen. Egyesek szerint megérkezésük után hajóikat elégették, hogy ne tudjanak többé visszatérni oda ahonnan jöttek. Békés szándékkal érkeztek a szép földre, amit jogos örökségüknek tartottak.
A tudást, a mágikus ihletet, a vallást, a druidaművészetet hozták el az Ír szigetre. Néhány északi városból ereklyéket is hoztak magukkal. Failasból a La Failt, vagyis a végzet kövét; Goriasból a Sléa Buát, a győzelem dárdáját; Findiasból a Cliamh Solaist, a fény kardját; Muriasból pedig Daghda Üstjét.
A La Failt megérkezésük után Tarában helyezték el. Ez a kő arról nevezetes, hogy felsikolt, ha a valódi király a közelébe ér. A Sléa Buá, a mágikus dárda arról volt nevezetes, hogy soha nem tévesztett célt. Nuada kardja, a Cliamh Solais, ami halálos, gyógyíthatatlan sebet ejt. A negyedik ereklye Daghda üstje, amiből soha nem fogy ki az étel. Aki eszik belőle, addig nem távozhat, míg jól nem lakott. A már említett négy városból négy varázsló is jött a néppel.
Megérkezésük után Danu népe az ország északi felét kérte a Fir Bolgoktól. Eochaid király nem volt hajlandó átadni a földet, és így megkezdődött az első csata Írország birtoklásáért.
A két nép négy napig harcolt egymással Connaughtban. Az első napon a mágusok tüzes esőt szórtak a Bolgokra, ami megállította őket. A második napon Eochaid fürödni ment a tóhoz, Danu harcosai megtámadták, de egy ismeretlen segítője akadt, és a király megmenekült. Ekkor a Fir Bolgok cselhez folyamodtak és kihívták Danu népét egy hurling versenyre (ami talán a gyeplabda és a rögbi keveréke volt). Ezt a játékot általában a kelták nagy ünnepeken játszották.
Miután a Tuatha Dé Danann harcosai lerakták fegyvereiket, a Fir Bolgok orvul lemészárolták őket, és győzelmük biztos tudatában el akarták hagyni a mezőt. Ekkor Danu druidái egy kőkört vontak a mező köré, hogy addig ne tudja senki a területet elhagyni, míg nem döntik el tisztességesen a csata kimenetelét. Az ezt követő összecsapásban mindkét nép harcosai elestek, de Danu népének mágus-orvosa lánya, Airmid segítségével gyógyvizet fakasztott, majd ebbe a varázserejű kútba dobálta a halottaikat, akik épen és egészségesen álltak újból harcba. Három gyereke és a varázslónők, Badb, Macha, és Morrigan is segítették. Nem minden sérülést tudtak meggyógyítani. Ha a fejet leválasztották a testről, vagy az agyvelőt megszerezték, a harcost nem lehetett feltámasztani.
A kelták hite szerint, a harcos ereje a fejében és az agyvelejében lakozott. Amikor az ellenfél agyvelejét megszerezték, meszes vízzel összekeverve golyót formáltak belőle. Ha a golyót parittyából kilőtték egy ellenséges harcosra, és eltalálták, az számára a biztos halált jelentette. Az agyvelőben lakozó harcos lelkét és gondolatait használták fel arra, hogy birtokba vegye az ellenfél testét, mert úgy tartották, a halott újra élni akar.
Az öldöklésben Eochaid levágta Nuadának, a Danu nép királyának a kezét. Nuada harcosai megrémültek, mikor a király megsérült, mert a nép nem volt sérthetetlen. Végül a druidák segítségével győztek. Amikor Eochaid megszomjazott, Danu varázslói kiszárították az összes tavat és folyót az országban. Amíg a király vizet keresgélve eljutott a tengerig, három Tuatha harcos megtámadta, és megölte, így a Fir Bolgok királyuk oltalma nélkül elvesztették a csatát.
A harc ötödik napján úgy egyeztek meg, hogy a Fir Blogoké lesz Connaught, a Thuatha Dé Danann-é pedig a többi tartomány.
Danuék a sérült király helyett újat választottak, Szép Bres-t. (A 12. századig élt az a szokás, hogy a királyt nem a szellemi, hanem a test jegyek alapján választották ki.)
Bres apja fomoiri, anyja a Tuathák népéből származik, de amilyen szép volt, olyan gonosz is. Kettőssége, isteni és démoni származása vívott örök harcot egymással, amiben Bres végül elbukott. Mikor a fomoiriak kérték a jussukat, az új uralkodó nekik kedvezett, és a másik nép szolgasorba került. Többek között erdőket kellett telepíteniük, gyűrűvárakat kellett építeniük, fát kellett hordaniuk a fomoriak tüzeihez, a mesterek nem készíthettek fegyvereket, és nem énekelhettek. A bárdok nem kaptak ételt és sört.
Az istenek népe egy darabig tűrte az igát, végül a tanult osztály megbeszélést tartott. Coirbre, a költő átokverset írt Bresnek, amitől a király hatalma meggyengült. Dian Cecht orvos és kovácsisten, fiai segítségével ezüstkart készített Nuadának. Ettől fogva a volt királyt Ezüstkarú Nuadának hívták. A régi király még ekkor sem volt hibátlan, Dian Cecth fia, Miach húsból és vérből kijavította a kart. A kovács ekkor féltékenységből megölte saját fiát.
Miután tökéletessé vált, Nuada újra uralkodhatott Danu népe felett. Brest elűzték, aki a fomoiriakhoz menekült, hogy megkezdje a harci előkészületeket.
Ekkor Nuada várába ért egy idegen, gyönyörű harcos, őt senki nem ismerte. Állítólag vagy Lugh hegyén szállt le, vagy az istenek kínjából és kívánságaiból született. Ő volt Lugh Samildanach (Sok Művészet Mestere). Nem tartozott teljesen Danu népéhez. Az apja Tuatháktól, anyja a fomoiriaktól származott. Egy druida azt jósolta Balornak, a fomoiriak királyának, hogy saját unokája öli meg. Ő ekkor bezáratta lányát, Ethne-t egy üvegtoronyba, hogy senki ne férhessen hozzá. Ám egy kovácsisten Cian (nevének jelentése fő vagy valaminek a feje) Birogh druidanő segítségével követte Balort, mert az ellopta csodálatos tehenüket. Így talált rá a lányra a toronyban, akihez női ruhában tudott csak bejutni. Három gyermekük született, de csak Lugh élte túl, a többit a király a tengerbe vetette. Fegyvere a Sléa Buá, a győzelem dárdája, parittyája, csodapajzsa és kardja segítette a harcokban.
Nuada királyhoz csak úgy juthatott be, hogyha olyan mesterséget tudott, amit senki. Ő azt mondta, hogy mindenhez ért, beengedték, de a király próbára tette egy Fidchell (sakkhoz hasonló) játékkal.
Nuada önként átadta a 2. csata vezetését Lughnak. Mozgósították a druidákat és a bárdokat is. A druidák tűzesőt szórtak az óriásokra, a mágikus kút és varázsénekekkel feltámasztották az elesetteket. A nép Morrigan hadistennő segítségével a tengerbe szorította az ellenséget.
A fomoiriaknak Lugh nagyapja, Ártószemű Balor segített, kinek 3 embernagyságú fején akkora szem volt, hogy azt csak négy harcos emelhette fel. Akire ránézett, azt megbénította, vagy megölte pillantásával, mert gyerekkorában egy mérges varázsital gőze átitatta a szemét, ahogy belenézett. Lugh parittyával eltalálta az óriás szemét, és így a fomoiriak elvesztették a csatát.
A csata után a vesztesek elmentek egy szigetre tort ülni, és ellopták Daghda hárfáját. Lugh láthatatlanná tevő gondolatköpenyével és két társával utánuk eredt. Mikor odaért, meglátta a hangszert egy szögön lógni, és füttyentett és a nevén nevezte a hangszert, mire az leugrott a szögről, és Lugh-hoz röppent, levágva közben 12 fomoiri fejét. Az isten ekkor hárfázni kezdett, a vidámság húrjával nevetésre ingerelte az óriásokat, a nyugalom húrjával pedig halálba altatta őket. Az óriások elterültek, és megkövülve nagy szigeteket alkottak.
Az istenek elfogták Brest, de nem ölték meg, hanem arra kérték, fordítsa jóra a sok gonoszságot, amit tett. Bres értett a jósláshoz, és a mezőgazdasághoz is. Segítségével mindig bőség lakozott az ír földön. Lugh még 40 évig uralkodott a Danuk népe felett, mikor lejárt az ideje, a Tir na n-Og-ba (A fiatalság földje) költözött. Daghda követte őt a trónon 80 évig, majd unokái és azok feleségei vezették a népet tovább.

### Mil fiai
Az írek eredetét Noéig vezették vissza a szerzetesek. Állítólag ők voltak a szkíták ősei. Vezérük Fénis, aki részt vett a Bábel torony építésében is. Miután Isten megharagudott, és összezavarta a nyelveket, csak ő volt az aki mindenre emlékezett.
Fénis unokája Gaedeal Galas (Zöld Gaedeal) volt, akit egy kígyó harapott meg Egyiptomban. Mózes gyógyította meg, de a harapás zöldes színű helyét nem tudta eltüneteni.
Az írek és a zsidók ősei egyidőben éltek Egyiptomban, és egyidőben kezdtek el vándorolni. Zöld Gaedeal volt aki kitalálta az ír nyelvet. Unokája Sru, miután uralkodó lett, elindul vissza a néppel Szkítába. Hajósokká váltak, és bejárták a tengereket. A Kaszpi-tengeren 7 évig vesztegeltek a szirének éneke miatt. Druidájuk betömte a fülüket méhviasszal, és így távozhattak. Meghódították Spanyolországot. Breoghan volt a királyuk, aki tornyot épített Spanyolország hódítói ellen. Később fia Ith ennek a toronynak a tetejéről megpillantotta Írországot. Mil, a király másik fia visszament Szkítába, és elvette a királylányt, Sangot, aki meghalt, majd Egyiptomba érve elvette feleségül Scota-t. 32 gyermeke született több asszonytól.
Sang fiai Donn (Sötét) és Aireach.
Scota (neve ír asszonyt jelent) gyermekei Éibheair vagy Éber (jelentése ír ember Hiberniából), Amharigin vagy Amerigin (költő), Glúenhal, Érie (Írország neve), Colptha (a Boyne folyó torkolatának neve lett, itt léptek először földre Mil fiai), Éranann (jelentése írek csoportja), és Érieamhón (egy az írek közül).
A szigetre elsőként Ith érkezett, ám őt megölték. Beltane napján aztán jöttek a többiek is. Először három istennővel találkoztak, Eire, Fodhola és Banbha üdvözölte őket, és Eire megjósolta nekik, hogy a föld örökre az övék lesz. Végül Mil legidősebb fia Donn megharagította az istennőt, aki átkot szórt rájuk: Nem lesz boldogságuk a szigeten.
Mil fiai mágikus csatát kezdtek a Thuatha Dé Danann-nal. A druidák széllel próbálták elűzni őket, ám az írek ősei mégis partra szálltak, és varázslójuk, Ameirgin mágiájának segítségével győzedelmeskedtek az istennő népe felett. Miután Mil fiai fohászkodtak az egyik istenséghez, Eire megkérte a hódítók druidáját, hogy róla nevezzék el a szigetet, s ez így is történt.
Ameirgin mágikus versekkel és a szavak hatalmával késztette az isteni lényeket, hogy vonuljanak vissza a vizek mélyére és a föld alá. Megegyeztek, hogy a felszíni világ az embereké lesz, de az összes többi hely felett a később tündéreknek nevezett istenek uralkodnak majd. A Hódítások könyve szerint az istenek elmenekültek, mások szerint még ma is ott élnek a Sidhe-ekben, vagyis a tündérdombokban meghúzódva. A Tuatha Dé Danann helyett most Daoine Sidhe, vagyis az Üreges dombok népe néven ismerjük, és azóta is a boszorkányok, mágusok tanítóiként, segítőiként tartják őket számon.